# Campamento (stanice metra v Madridu)
Campamento (plným názvem španělsky Estación de Campamento) je stanice metra v Madridu. Nachází se poblíž křižovatky ulic Avenida Padre Piquer a Seseña ve stejnojmenné čtvrti ve městském obvodě Latina na západě města. Prochází skrze ni linka 5, stanice leží v tarifním pásmu A. Stanice není bezbariérově přístupná.

## Historie
V místě stanice existovala jedna z prvních železničních tratí na území Madridu, jednalo se o vlečku obsluhující vojenské areály v okolí. Stanice pak byla otevřena 4. února 1961 jako součást Suburbana vedoucího ze stanice Plaza de España do stanice Carabanchel. Slavnostní otevření se odehrálo za přítomnosti caudilla Francisca Franca a jeho manželky.
Dne 17. prosince 1981 došlo k převedení přiléhajícího úseku na úsek nové linky 10, 22. října 2002 pak byla se stanicemi Empalme a Aluche včleněna do linky 5.
Zakrytí sousedícího úseku do stanice Empalme bylo otevřeno 28. června 2010, do té doby vedl tento úsek zářezem a bylo skrze něj možné vniknout do stanice bez placení.

## Popis
Stanice leží pod ulicí Avenida del Padre Piquer, ve stanici se nachází jedno ostrovní a dvě boční nástupiště, je tedy umožněn výstup na obě strany soupravy metra. Stěny stanice jsou obloženy Vitrexem žluté barvy a blízko výstupu se nachází znak ETSI Caminos, Canales y Puertos, stavební fakulty Madridské polytechniky, znak připomíná inženýry, kteří se podíleli na projektování a realizaci stavby.
U stanice zastavují autobusy linek 36, 39, 121, 131 a H a také množství příměstských a meziměstských linek.

## Fotogalerie

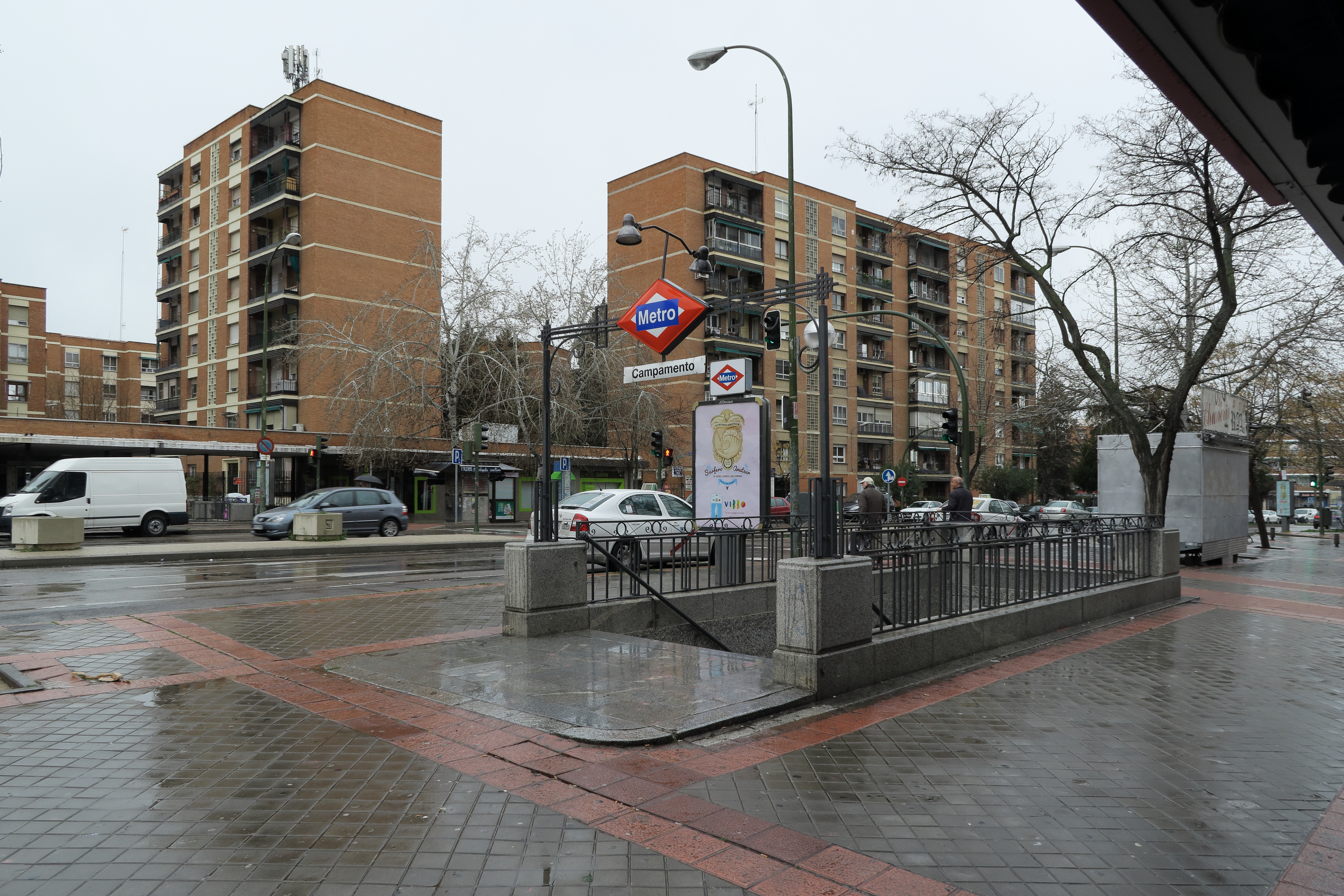
Vstup do stanice
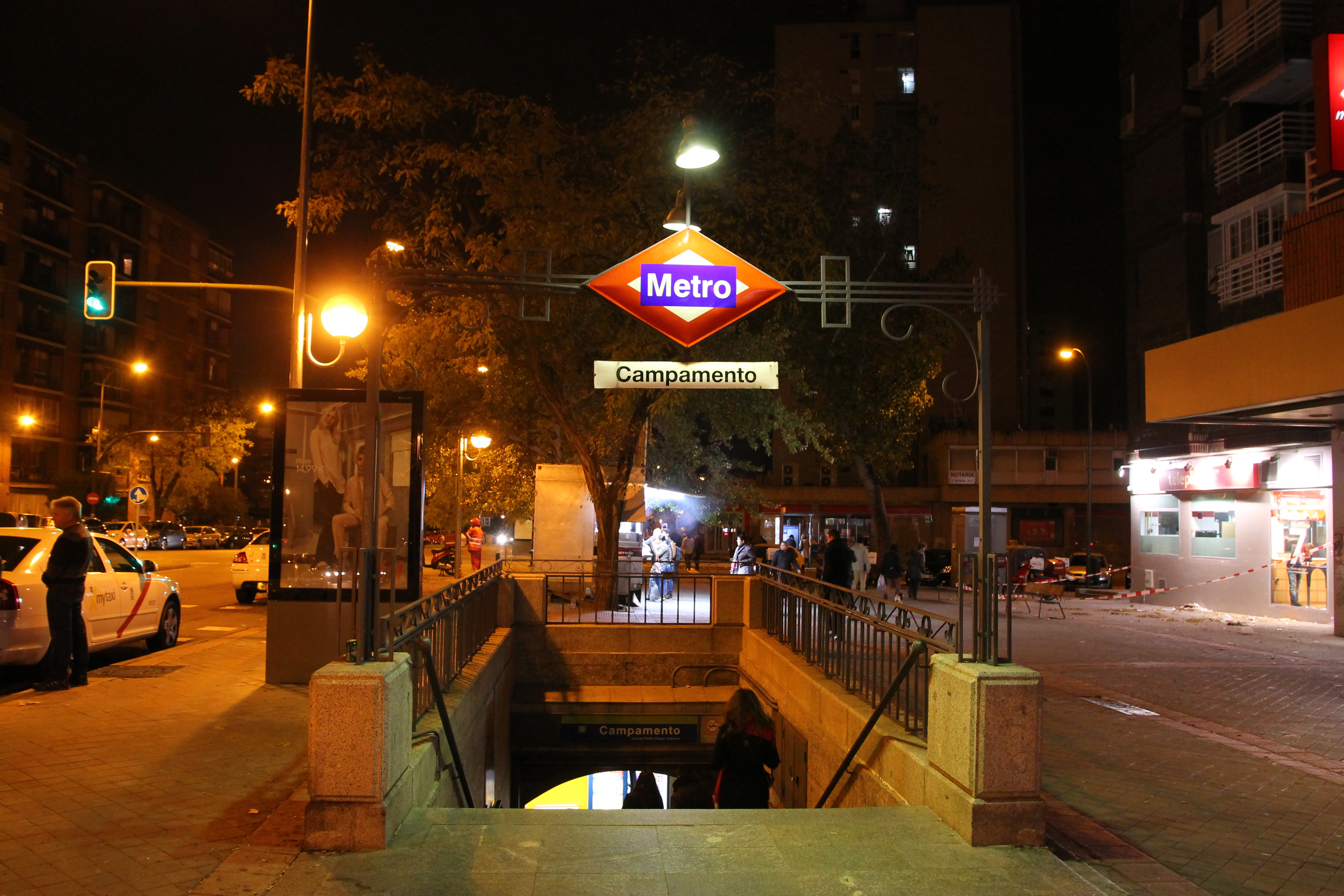
Vstup do stanice
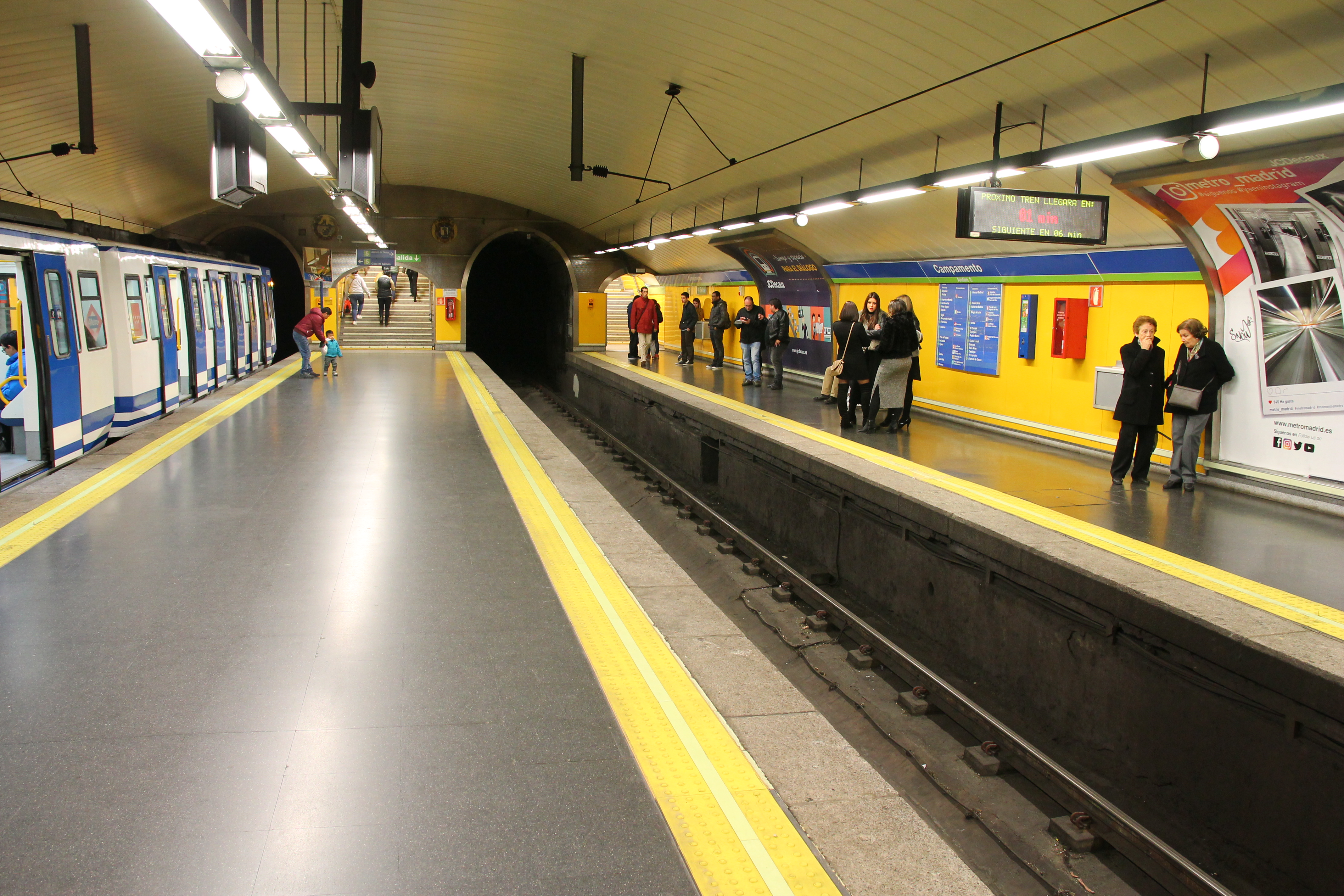
Nástupiště stanice
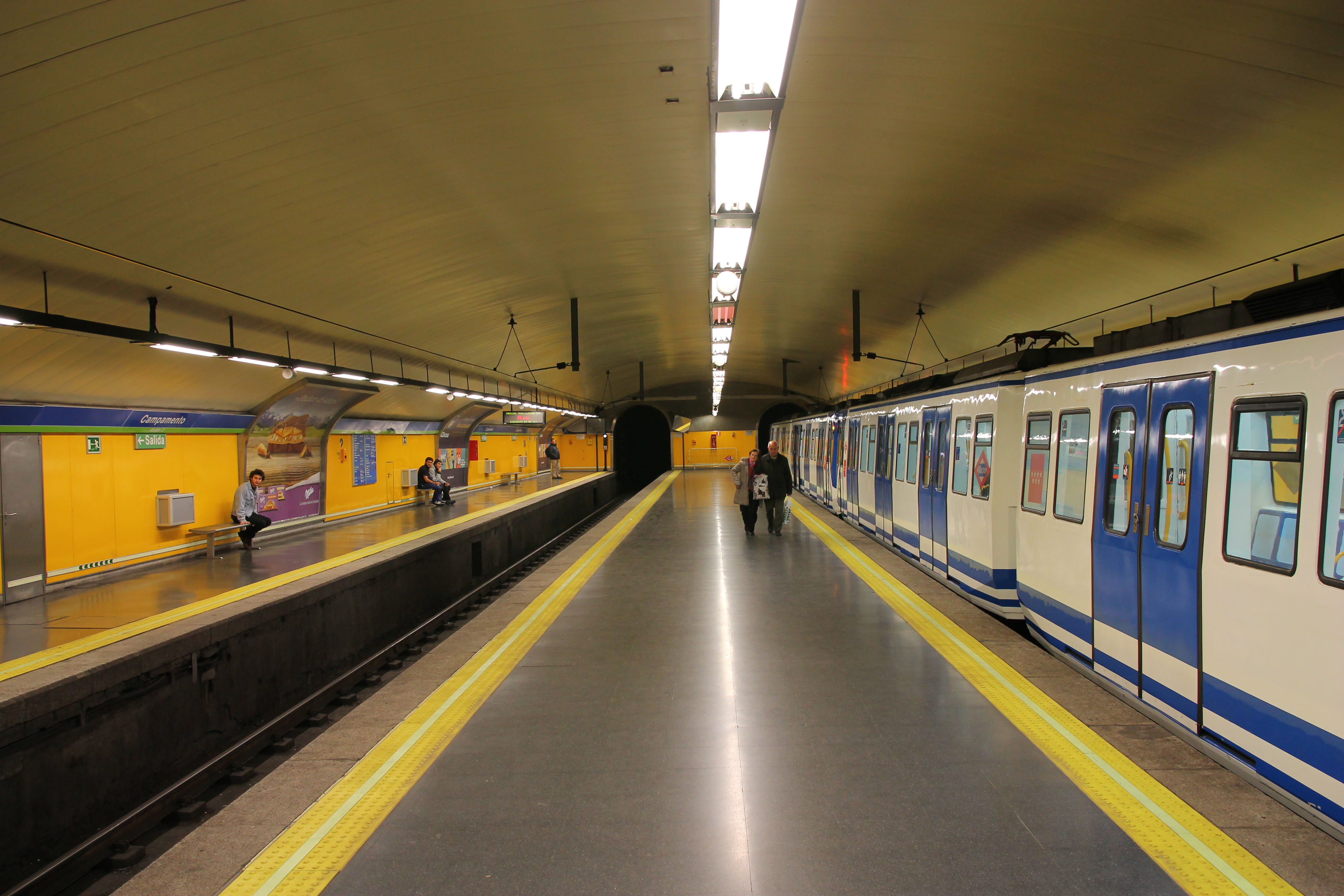
Nástupiště stanice
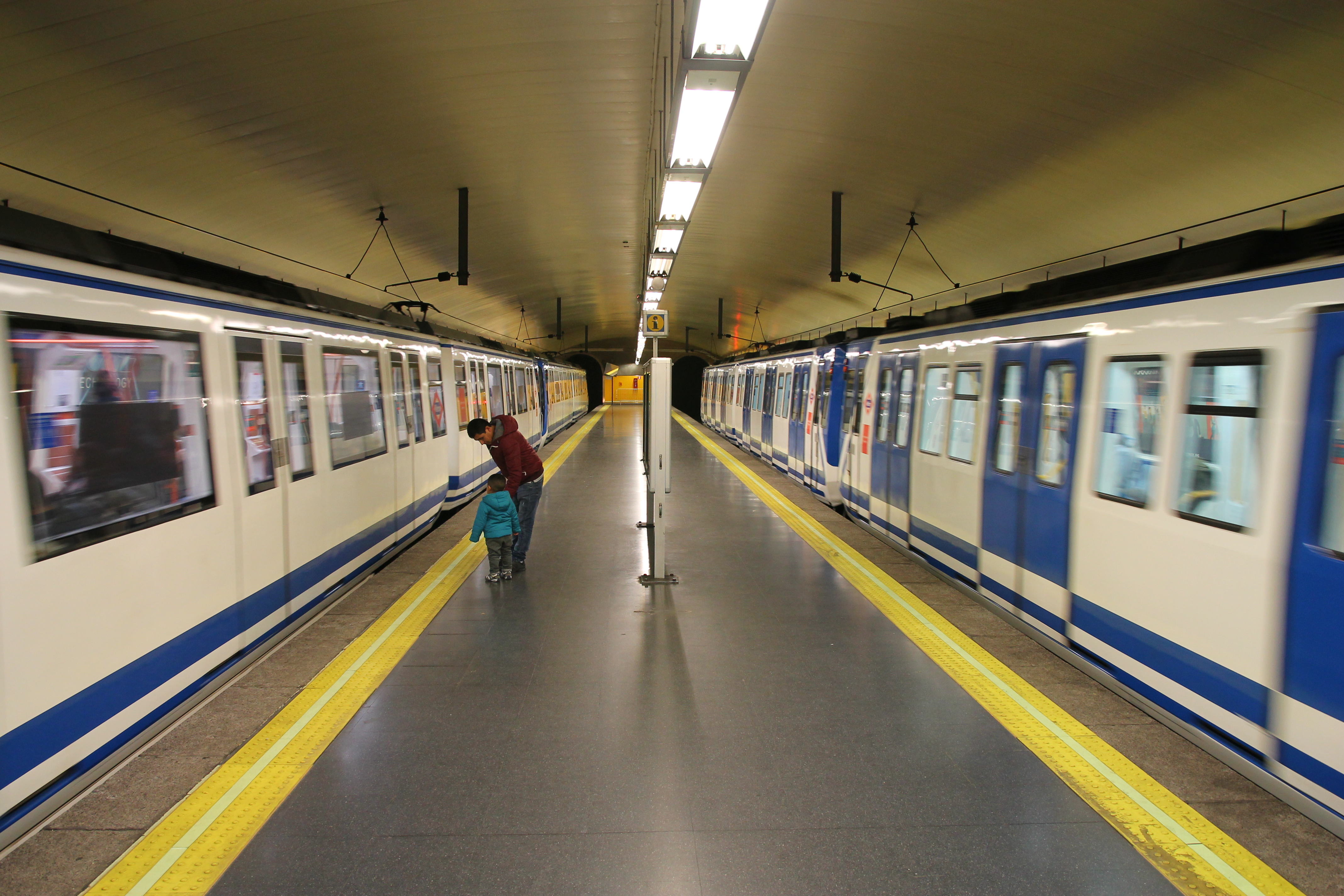
Vlaky řady 2000B ve stanici
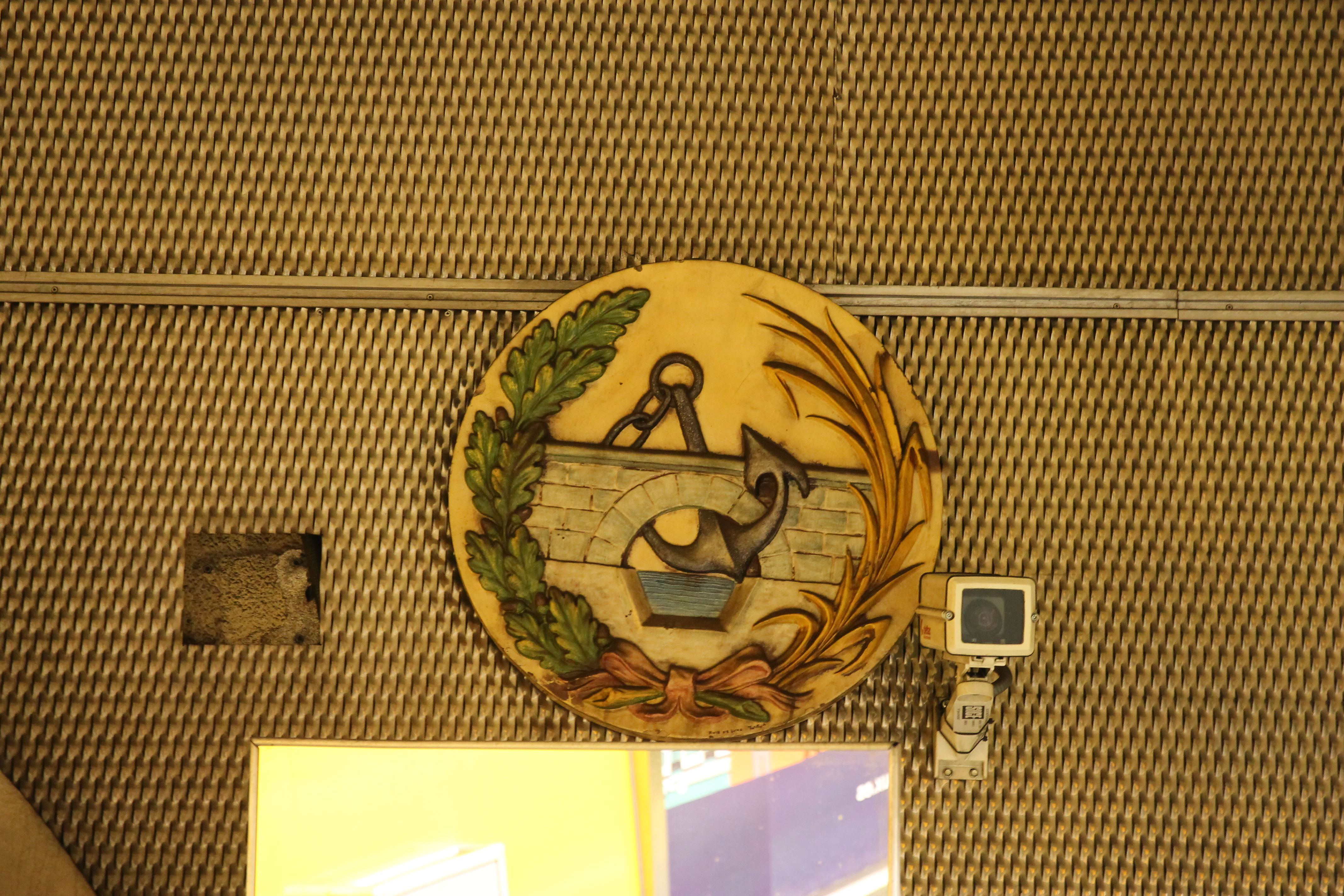
Znak stavební fakulty Madridské polytechniky umístěný ve stanici